# エヴァの匂い
『エヴァの匂い』（エヴァのにおい、英: Eve）は、1962年に公開されたイタリア・フランス合作のドラマ映画である。監督ジョゼフ・ロージー。出演ジャンヌ・モロー、スタンリー・ベイカー、ヴィルナ・リージ。 ジェイムズ・ハドリー・チェイスの1945年の小説『悪女イヴ』を原作としている。

## キャスト
- エヴァ：ジャンヌ・モロー
- ティヴィアン：スタンリー・ベイカー（英語版）
- フランチェスカ：ヴィルナ・リージ
- リザ・ガストーニ